# Roberto Stellone
Roberto Stellone (* 22. Juli 1977 in Rom) ist ein ehemaliger italienischer Fußballspieler und jetziger -trainer. Als Aktiver unter anderem beim SSC Neapel und beim FC Turin spielend, war er von 2012 bis 2016 Cheftrainer von Frosinone Calcio. Bis April 2019 trainierte er die US Palermo.

## Spielerkarriere
Roberto Stellone begann seine Spielerlaufbahn in der Jugend der AS Lodigiani. 1993 wurde er dort in die erste Mannschaft aufgenommen, wo er von da an bis 1997 erste Sporen im Fußballgeschäft sammelte und im Rahmen der Serie C1 auf insgesamt fünfzig Einsätze im Ligabetrieb kam, in denen dem jungen Angreifer siebzehn Treffer gelangen. 1997 wechselte Stellone zum Zweitligisten AS Lucchese Libertas, wo er zwölfmal eingesetzt wurde und mit seiner Mannschaft um drei Punkte den Abstieg in die Serie C1 verhinderte. Nach Ende der Saison wechselte Roberto Stellone zum Serie-A-Verein AC Parma. Beim damaligen Spitzenklub aus der Käsestadt konnte er sich jedoch nicht durchsetzen und kam im ersten Halbjahr der Serie A 1998/99 zu keinem einzigen Einsatz. Daraufhin verließ der Angreifer Parma im Januar 1999 wieder und wechselte für ein halbes Jahr zum Zweitligisten US Lecce, mit dem er am Ende der Serie B 1998/99 in die erste Liga aufstieg.
Nach dem geglückten Aufstieg mit der US Lecce 1999 kehrte Roberto Stellone dem Klub wieder den Rücken und wechselte zum SSC Neapel, der vor zwei Jahren erstmals seit Jahrzehnten wieder in die Serie B abgestiegen war. Mit zehn Toren in 36 Ligaspielen trug Stellone wesentlich zum Erreichen des vierten Platzes in der Serie B 1999/2000 bei und verhalf der Mannschaft von Trainer Walter Novellino entscheidend mit zur Rückkehr in die Serie A. In dieser konnte man sich jedoch nicht halten, es erfolgte der direkte Wiederabstieg. Danach agierte Roberto Stellone noch zwei weitere Jahre für den SSC Neapel in der Serie B, man schaffte es jedoch nicht, in die erste Liga zurückzukehren. Stattdessen pendelte man sich mehr und mehr im unteren Bereich der zweiten Liga ein, sodass in Stellones letzter Spielzeit beim zweimaligen Meister nur ein enttäuschender sechzehnter Tabellenplatz zu Buche stand. Nach neunzig Spielen und dreißig Toren unterschrieb Stellone im Sommer 2003 einen Einjahresvertrag bei Reggina Calcio, mit dem er in der Serie A 2003/04 den Klassenerhalt schaffte, im Saisonverlauf allerdings nur sechzehn Mal eingesetzt wurde. Die Saison 2004/05 verbrachte er beim CFC Genua in der Serie B. Mit Genua wäre Stellone sportlich aufgestiegen, aufgrund von Manipulationen wurde der Aufstieg jedoch in einen Zwangsabstieg in die dritte Liga umgewandelt.
Von 2005 bis 2009 spielte Roberto Stellone in der Folge vier Jahre lang für den FC Turin Fußball. Mit dem Traditionsklub stieg er in der Serie B 2005/06 nach gewonnenen Playoff-Spielen gegen den AC Cesena und den AC Mantova in die Serie A auf und schaffte dort im ersten Jahr knapp den Klassenerhalt. Auch im Folgejahr konnte man sich in der Liga behaupten. 2008/09 lief es allerdings schlechter und Torino stieg als Drittletzter mit drei Punkten Rückstand auf das vom FC Bologna besetzte rettende Ufer wieder in die Serie B ab, Roberto Stellone verließ den Verein daraufhin.
Schließlich hatte der Stürmer von 2009 bis 2011 seine letzte Station als aktiver Fußballspieler beim Zweitligaverein Frosinone Calcio, wo er noch 34 Ligaspiele machte und dabei sechs Tore erzielte. Danach endete die Spielerkarriere von Roberto Stellone im Alter von 34 Jahren.

## Trainerkarriere
Nach dem Ende seiner Laufbahn als aktiver Fußballspieler blieb er bei Frosinone Calcio und arbeitete fortan als Jugendtrainer für den Verein. Im Rahmen dieser Tätigkeit erwarb er auch seine Trainerlizenz. Nach dem Ende der Saison 2011/12 – Frosinone Calcio spielte mittlerweile nicht mehr zweitklassig, sondern in der drittklassigen Lega Pro Prima Divisione – wechselte Trainer Eugenio Corini zu Chievo Verona, woraufhin Roberto Stellone den vakanten Posten des Trainers der ersten Mannschaft von Frosinone Calcio übernahm. Im ersten Jahr unter dem Trainernovizen wurde Frosinone Siebter in der Girone B der Lega Pro Prima Divisione. Ein Jahr später gelang das Erreichen von Platz zwei, was die Teilnahme an den Playoff-Spielen um den Zweitligaaufstieg bedeutete. Dort setzte sich Frosinone Calcio nacheinander gegen die AC Pisa und im Endspiel auch gegen die favorisierte US Lecce durch und erzielte nach drei Jahren Drittklassigkeit die Rückkehr in die Serie B. Dort gehörte man zu den besten Mannschaften der Saison 2014/15 und rangierte nach dem Ende aller Spieltage auf dem zweiten Platz, einzig hinter dem FC Carpi. Mit diesem zweiten Rang belang Roberto Stellone mit Frosinone Calcio der Aufstieg in die Serie A, zum ersten Mal überhaupt in der Vereinsgeschichte und als direkter Durchmarsch von der dritten in die erste Liga. Dort spielte man allerdings von Saisonbeginn an gegen den Abstieg, wobei sich eine eklatante Auswärtsschwäche offenbarte. Mit 31 Punkten stieg Frosinone Calcio schließlich am Saisonende wieder in die Serie B ab, die Wege von Verein und Trainer Roberto Stellone trennten sich daraufhin.
Wenig später unterschrieb Roberto Stellone einen Kontrakt beim ebenfalls in der Serie B spielenden FC Bari 1908, wo er jedoch nach 16 Punkten aus 13 Spielen wieder entlassen wurde.
Im April 2018 wurde Stellone Trainer bei der US Palermo.

## Erfolge

### Als Spieler
- Aufstieg in die Serie A: 3×

1998/99 mit der US Lecce
1999/2000 mit dem SSC Neapel
2005/06 mit dem FC Turin

### Als Trainer
- Aufstieg in die Serie A: 1×

2014/15 mit Frosinone Calcio
- Aufstieg in die Serie B: 1×

2013/14 mit Frosinone Calcio